# San Michele delle Badesse
San Michele delle Badesse (San Micee o Samicee in veneto) è una frazione del comune di Borgoricco, in provincia di Padova, in Veneto.
Questa frazione, come l'intero comune, è suddivisa in modo regolare: nonostante il trascorrere dei secoli, le strade si intersecano formando una scacchiera (ogni quadrato formato dal "cardo" e "decumano" misura circa 700 m), mantenendo l'originalità del Graticolato Romano o detto anche "Agro Centuriato Patavino" che comprende un'area piuttosto ampia posta a cavallo tra le provincie di Padova e Venezia, un quadrilatero esteso da Mirano a Camposampiero e da Vigonza a Campodarsego.

## Geografia fisica
Distante circa 15 km dal centro di Padova e a 40 km da Venezia, San Michele delle Badesse è nel cuore della zona centuriata dagli antichi romani, nella pianura padana, a nord-est di Padova. Confina a sud con Campodarsego, a ovest con San Giorgio delle Pertiche, nord con Camposampiero e ad est con il proprio capoluogo, Borgoricco. Il centro del paese con la concentrazione di negozi, la chiesa, la scuola materna ed elementare è attraversato dalla Via Desman ("Decumanus Maximus" della centuriazione) che un tempo collegava Piazzola Sul Brenta e Venezia. Oggi costituisce la denominazione locale per tutto l'asse viario perfettamente rettilineo che da S. Michele delle Badesse porta fino a Zianigo, dove l'antico decumano massimo muore presso l'alveo del fiume Muson Vecchio. inoltre toccato a nord-ovest dal Muson dei Sassi.

## Storia
Il paese di San Michele delle Badesse appare citato per la prima volta nel testamento di Speronella Dalesmanina del 1192, dove si dice che vengono donati 20 soldi alla chiesa della villa di S. Michele. 
Il nome di questa frazione deriva dall'alto medioevo, periodo in cui dopo la caduta dell'impero d'occidente il Veneto fu territorio di incursioni barbariche. Come altri patroni cari a queste civiltà che si insediavano e fondavano nuovi paesi non è raro che venissero nominati i nuovi villaggi con i Santi Patroni cari a queste civiltà. Come Santa Giustina e San Giorgio anche San Michele era un santo caro ai longobardi.
ll nome testimonia l’unione di due località precedentemente indipendenti: San Michele e Abbatisse, cioè “della badessa”. La realtà parrocchiale compare nella decima papale del 1297, in cui la chiesa di Sancti Michaelis de Abbatissis risulta soggetta al monastero di Santa Giustina in Padova. Nel secolo seguente e ancora nel 1587 San Michele risulta dipendente dalla pieve di San Giorgio delle Pertiche. Dalla relazione del parroco in occasione della visita del cardinal Callegari nel febbraio 1888, sappiamo che la chiesa era stata restaurata nel 1572 e poi di nuovo, assieme al campanile, nel 1857. Minacciando di crollare sotto il peso degli anni, venne risistemata una volta ancora nel 1884. Anche se nel giugno 1940 un decreto vescovile aveva staccato da San Michele una porzione del suo territorio (la contrada di San Giuliano) per unirlo alla parrocchia di Fiumicello, l’aumento della popolazione rese necessaria una chiesa più grande.
Si può ipotizzare che anche il territorio circostante la chiesa fosse di proprietà del monastero delle monache di Santa Giustina che per loro gli abitanti e i mezzadri coltivavano. Nella cartografia Asburgica vengono infatti citate le "masserie delle monache" in una zona che anche oggi viene denominata dagli abitati "Le Masserie", antico complesso di case coloniche lungo via Desman.
Malgrado le demolizioni, sono ancora numerosi, oltre a quelli ricordati, gli oratori e le cappelle di ville patrizie scomparse, i capitelli eretti agli incroci in sostituzione dei cippi pagani, testimonianze di una fede popolare molto sentita. 

### San Michele comune fino all'anno 1869
Del relativo Comune invece si parla per la prima volta in un documento del 1377: un atto di livello perpetuo (affitto) redatto in Padova presso la reggia di Francesco il Vecchio da Carrara, che possedeva a San Michele ben 250 campi padovani. In uno scritto di A. Gloria del 1862 si afferma che il Comune stesso è composto da due entità territoriali: il capoluogo San Michele delle Badesse e la frazione di San Giuliano. Il Comune rimase autonomo fino al 1869, anno in cui, per decreto di Vittorio Emanuele II Re d'Italia, venne aggregato al vicino Comune di S. Eufemia, che già due anni prima aveva cambiato la sua denominazione in “Comune di Borgoricco”. La fusione porta la data del 1º luglio 1869. La contiguità del centro amministrativo con quello religioso (chiesa e annessi) sottolinea la perfetta sintonia e complementarità fra il potere asso del cielo civile e la comunità parrocchiale, al punto che spesso le assemblee dei capi de casa (vicinìe), col mariga (sindaco), gli uomini de Comùn (consiglieri) e il degàn (cursore), si tenevano dentro la chiesa, non senza la disapprovazione dei vescovi. Notevole la quantità e la qualità dei documenti d'archivio di questo Comune, trasferiti poi all' archivio comunale di Borgoricco.

## Geografia antropica
La contrada di San Giuliano, precedentemente frazione facente parte del comune di San Michele, prende il nome dalla via centrale alla località che termina presso il sito di un antico ospedale trecentesco, per l'assistenza dei pellegrini, da secoli scomparso; ne rimane l'oratorio detto ora di San Gaetano, la cui facciata è stata sopraelevata.
Successivamente alla richiesta dei residenti alla diocesi di Padova, nel giugno 1940 un decreto vescovile spostò l'amministrazione delle anime dei residenti dalla parrocchia di San Michele per unirlo alla parrocchia di Fiumicello.

## Monumenti e luoghi d'interesse

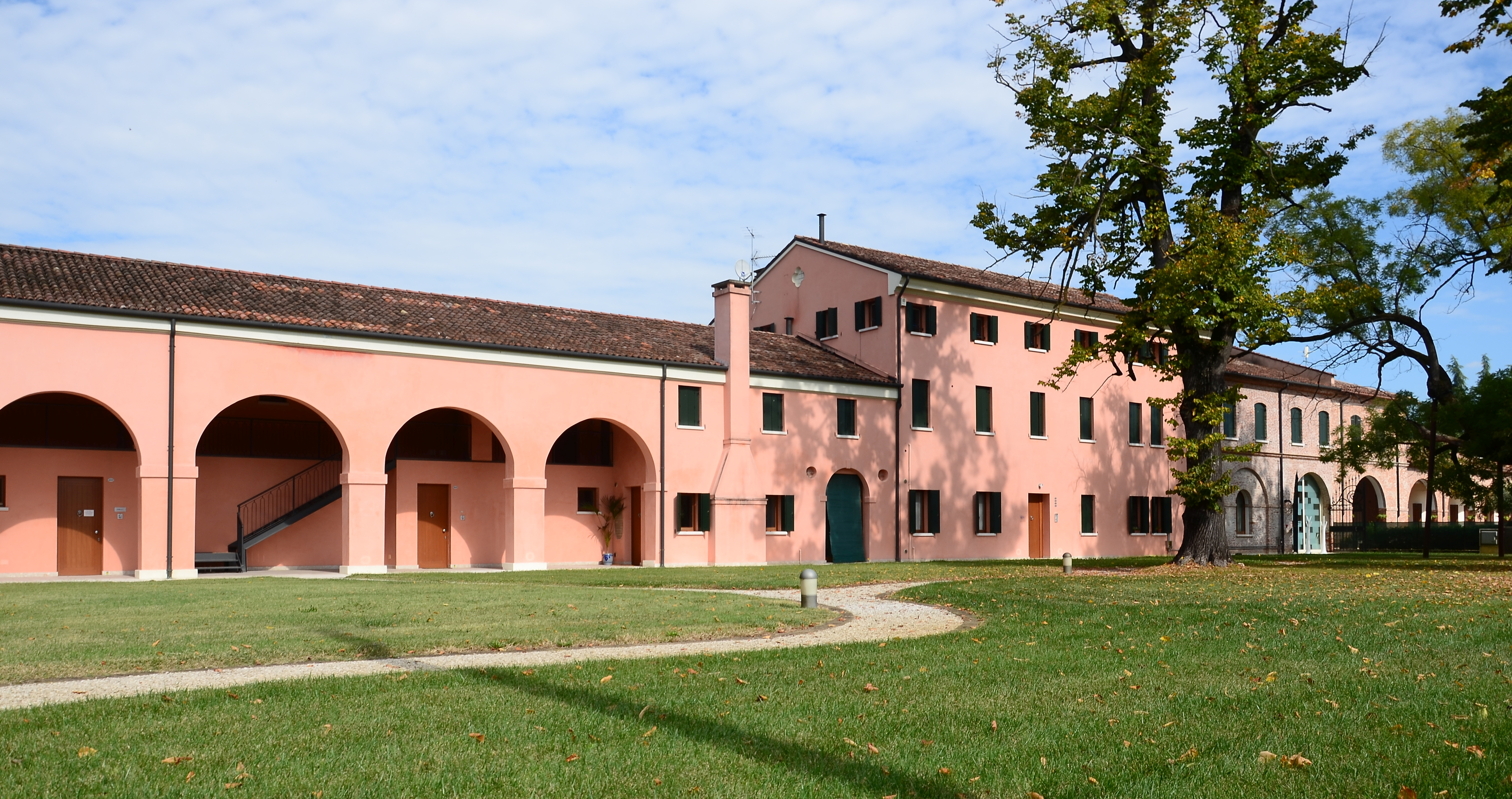
Villa Da Ponte Formiggini

### Architetture civili
- Meridiana: situata al centro della piazza più estesa al centro del paese, Piazza Meridiana. Orologio solare in cemento, di grandi dimensioni vanta un'ampiezza di circa 15 metri. Nella parte posteriore al quadrante, a nord, è costituita da una gradinata rivolta verso una piccola platea in cemento. Lo gnomone alto circa 2 metri è posto di fronte al quadrante.
- Monumento ai Caduti: Monumento eretto in onore dei caduti Sanmichelotti nel periodo tra il 1915 e il 1918 che presero parte alla Prima Guerra Mondiale. Una colonna sostiene un'aquila bronzea e nella parte basale sono riportati i nomi dei defunti. Venne spostato più volte, tra il sagrato della Chiesa Parrocchiale e la piazza di fronte, oggi si trova all'interno di Piazza Meridiana a nord della Meridiana centrale, in uno spazio verde dedicato.
- fontana: una piccola fontana decora l'incrocio tra via Desman e via Domenico Fanton di fronte all'edificio della scuola elementare
- canonica parrocchiale
- Ex Municipio: a lato della chiesa l'edificio che un tempo fu sede del Comune di San Michele delle Badesse. Ora edificio privato a destinazione residenziale e commerciale ristrutturato. A memoria dell'antica destinazione in epoca recente è stato affisso sul lato ovest dell'edificio una effigie del Leone di San Marco, simbolo della Serenissima Repubblica Veneziana.
- Villa Da Ponte - Formiggini: Palazzo di campagna con barchessa. La prima costruzione di questo complesso risale alla seconda metà del XVII secolo per mano della famiglia patrizia veneziana dei “Da Ponte”. Da una mappa del 1808 del catasto napoleonico se ne possono ricavare forma e dimensioni originali, che nel corso degli anni furono ampliate: nella descrizione l'edificio viene però declassato a masseria, termine che identificherà per il futuro la località conosciuta appunto come “Masserie”. Con la decadenza di Venezia inizia anche la cessione delle proprietà dei Nobili in terraferma: il palazzo venne così acquisito con il grosso delle proprietà terriere, forse prima del 1875, dalla famiglia ebrea dei Formiggini. Con l'entrata in vigore delle leggi razziste e antisemite i proprietari fuggirono e la villa e le terre rimasero a poco a poco di proprietà dei fittavoli. Nel dopoguerra in questa struttura si costruirono botti da vino, coperchi e cerchi per cucine a legna. Nella prima metà degli anni '50, la struttura ha ospitato, oltre alla fabbrica di botti da vino, anche un acetificio, gestito dalla famiglia Malgarini della vicina S.Eufemia. L'acetificio é rimassto famoso, nei ricordi degli anziani, per l'nquinamento dei  canali circostanti e per l'odore pungente che emanava nell'aria, anche a distanza. Ora di proprietà dell'Industria Chimica Valenzana, l'antica villa è stata ristrutturata ridando l'antico splendore all'intera area.
- Villa Malanotti

### Architetture religiose
- Chiesa di S. Michele: dedicata a san Michele Arcangelo e viene nominata, con le altre, nel testamento di Speronella; la sua titolazione dice che è di istituzione longobarda e aveva un convento femminile; nella decima papale dei 1297 la troviamo soggetta al monastero di Santa Giustina; fu restaurata varie volte ma in questo secolo l'aumento della popolazione fece sentire la necessità di una chiesa più ampia che venne inaugurata nell'aprile del 1957 mentre la prima pietra venne posata e benedetta nel settembre del 1952. Venne distrutto l'edificio più antico.   Benedetta la prima pietra nel settembre 1952, la chiesa venne inaugura nell’aprile 1957. È stata restaurata e abbellita tra il 1984 e il 1994 e poi ancora nel 2002. All'interno il grande organo "Lucato" è del 2009.
- Torre campanaria: più antica della chiesa esistente era legata al complesso parrocchiale dell'antica chiesa e di un cimitero sottostante risalente al periodo pre-napoleonico. Il campanile è stato probabilmente ricavato dalla ristrutturazione di una precedente torre medioevale di guardia.
- Oratorio di san Giuliano: dopo l'abbattimento della vecchia chiesa è sicuramente il manufatto esistente più antico del paese ed uno dei più antichi manufatti rurali medioevali della campagna padovana. Sito lontano dai centri abitati, al confine con Borgoricco e Fiumicello di Campodarsego si colloca al margine della contrada di San Giuliano. Un documento del 1379 ricorda l'esistenza di uno “spedale per infermi”, accanto al quale si trovava un oratorio anticamente detto di San Sebastiano (patrono degli infermi), unica costruzione del sito sopravvissuta fino ai giorni nostri e chiamata dal popolo San Giuliano. Risale al 1638 la decisione di sopprimere il ricovero e di trasferire le sue rendite al monastero veneziano di San Giorgio in Alga; in seguito l'oratorio pervenne alla famiglia veneziana dei David dai quali passò alla metà del Settecento al capitolo della cattedrale di Caorle. L'oratorio, una cappellina a navata unica, fu rimaneggiato nel periodo dei canonici veneziani, che “girarono” l'orientamento primitivo. Sempre nel Seicento fu addossata alla parete orientale una pesante struttura barocca con lesene e timpano soprastante, aprendo anche due finestre a lato della porta principale. Oggi il manufatto si presenta in evidente stato di grave degrado strutturale, è inserito nel cortile di un'abitazione privata e si nota facilmente attraversando via Roma
- Oratorio di Sant'Anna, facente parte del complesso di villa Malanotti. Situato all'incrocio dove un tempo sorgeva un grande olmo centenario, punto di riferimento per i viandanti e gli abitanti di San Michele.
- Cimitero Comunale: sito ai confini con Bronzola di Campodarsego presso via Sant'Antonio (già via Cimitero)

### Parchi e Viali
- Viale della Rimembranza: è un viale alberato commemorativo. Costruito su parte di via Stradon venne inaugurato il 4 maggio 1924. Trae le sue origini dalla proposta di Dario Lupi, sottosegretario del Ministero della Pubblica Istruzione, che nel 1922 propose di creare in tutti i centri abitati d'Italia un Parco o un Viale della Rimembranza per ricordare e onorare i Caduti italiani nella Grande Guerra (1915-18) conclusa quattro anni prima. Il viale è costituito da 31 tigli (in origine erano 35) distribuiti su ambo i lati di via Stradon. In stato di abbandono per molti anni il Viale della Rimembranza venne ricostruito nel 2010 recuperando la posizione dei cippi di cemento ormai degradati o andati perduti sostituendoli con moderni cippi di acciaio che portano incisi i nomi dei caduti.

## Eventi
- Terra di storia: festa di rievocazione storica dell'epoca romana (maggio)
- Decumanus Street Food (seconda domenica di giugno)
- Grande festa di s. Anna: festa di musica e sport, si organizzano concerti e tornei di calcetto e pallavolo. (a S. Michele nel mese di luglio)
- Sagra del fungo: mostra micologica e festa patronale di s. Michele Arcangelo (terza domenica di settembre)

## Galleria d'immagini

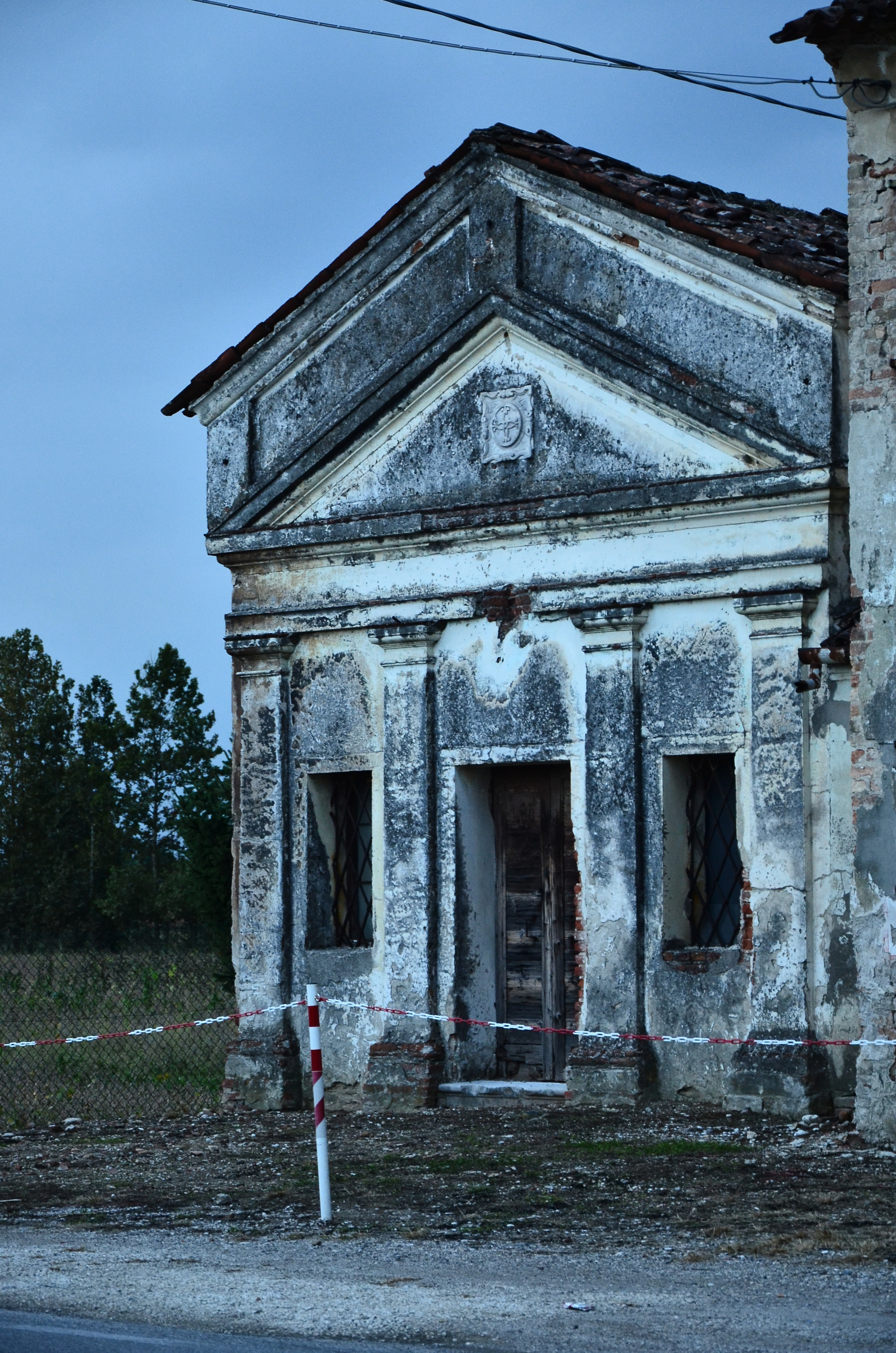
Oratorio di San Gaetano in San Giuliano, vista Est su via Roma
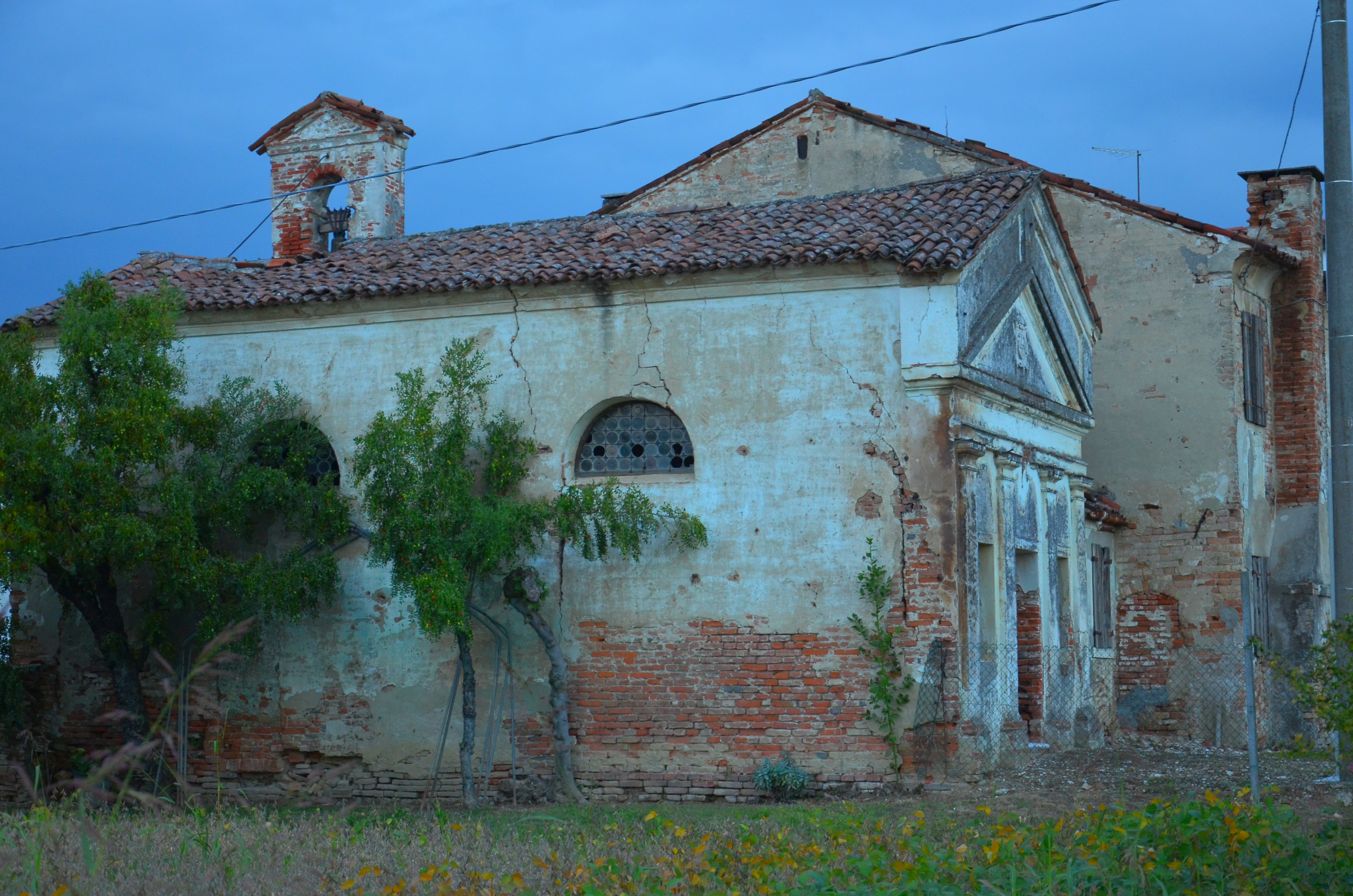
Oratorio di San Gaetano in San Giuliano, vista Sud. Si notano i segni di cedimento strutturale
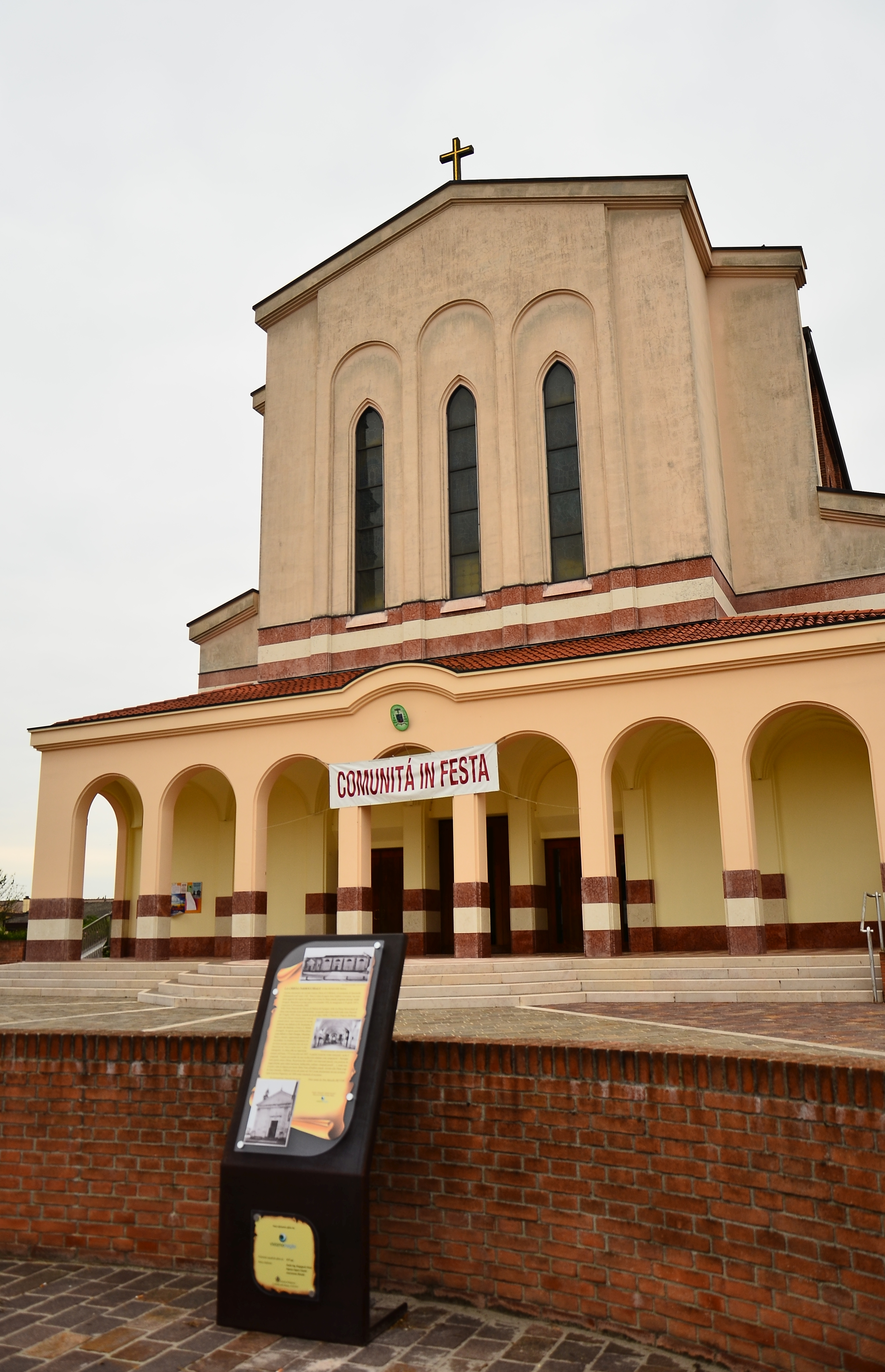
Chiesa della parrocchia di San Michele Arcangelo
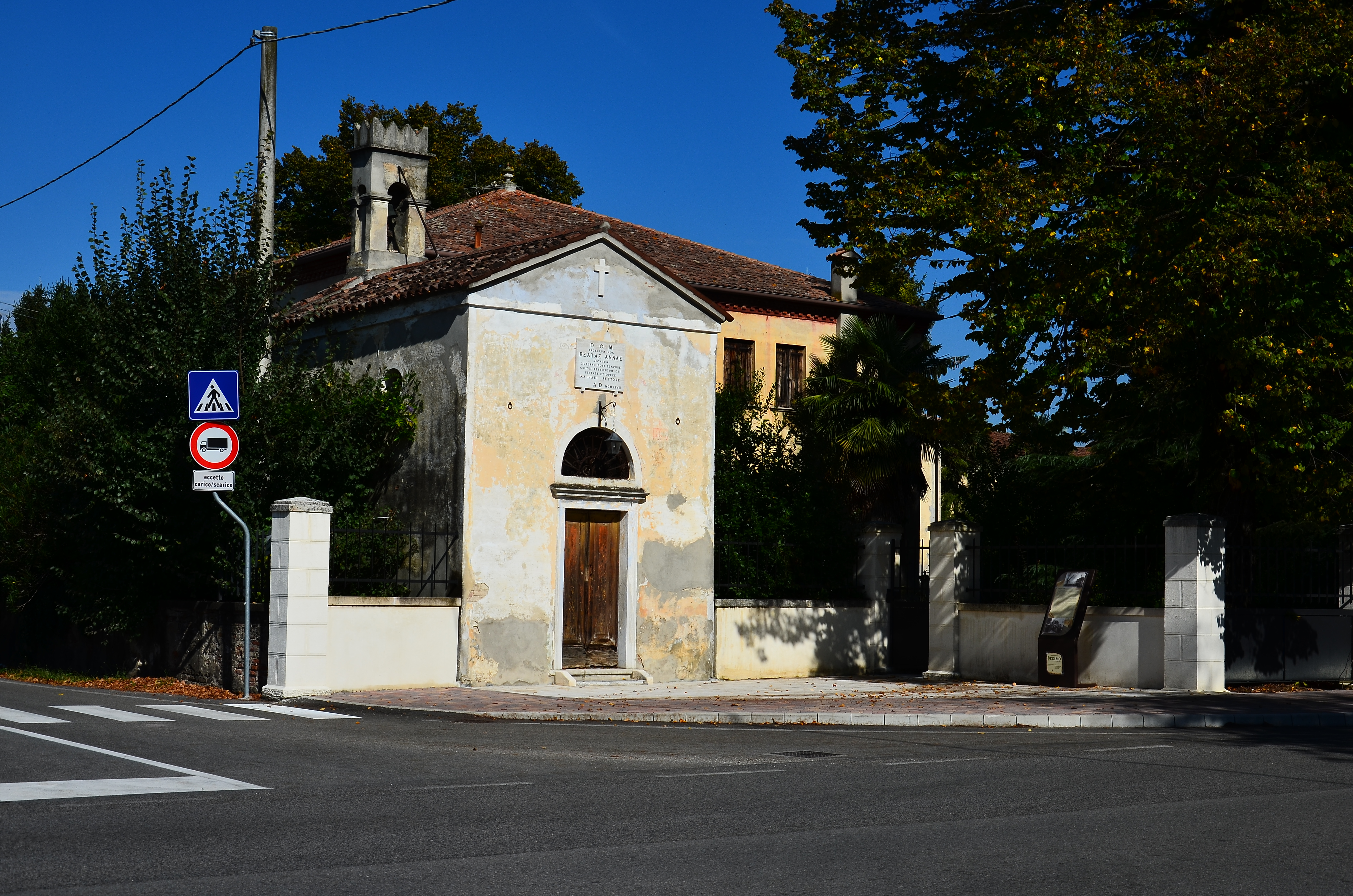
Oratorio di Sant'Anna di villa Malanotti
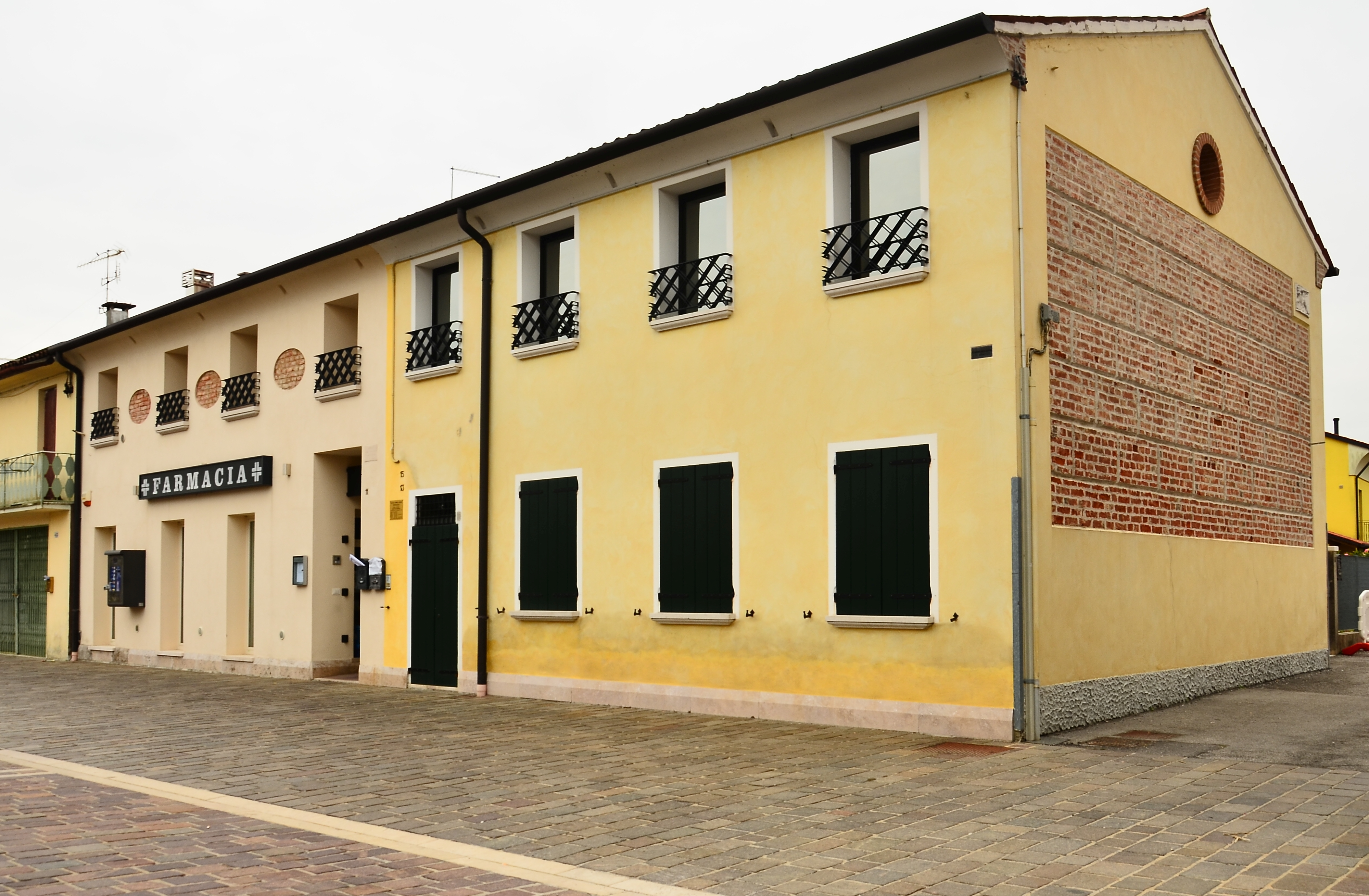
L'edificio un tempo sede dell'ex Comune di San Michele.